# Liste der Bischöfe von Narni
Die folgenden Personen waren Bischöfe von Narni (Italien):
- Heiliger Giovenale I. (359–376)
- Massimo (376–416)
- Pancrazio I. (416–455)
- Ercole (455–470)
- Pancrazio II. (470–493)
- Vitaliano (499–533)
- Procolo (536)
- Cassio (536–558)

Von 558 bis 730 hatten die Bistümer Terni und Narni einen gemeinsamen Bischof:
- - Giovenale II. (558–565)
  - Prejecto (591)
  - Costantino I. (593–601)
  - Anastasius (649–653)
  - Deusdedito (680–721)
  - Vilaro (721–730)

- Costantino II. (741–769)
- Ansulado (769–853)
- Stefan I. (853–861)
- Martin I. (861–879)
- Bonoso (898–940)
- Johannes II. (940?–960?)[1]
- Johannes III. (961–965)
- Stefan II. (968–1015)
- Dodo (1027–1037)
- Adalbert (1059–1065)
- Atto (1068/69)
- Rudolf (1091/92)
- Agostino (1101/12–1125)
- Nicola (1146–1156)
- Peter (1156–1161) (auch Bischof von Spalato)
- Amato (1179–1180)
- Bonifatius (1180–1208) † 1214
- Ugolino (1208–1220)
- Johannes IV. (1220–1225)
- Gregor (1225–1232)
- Jacopo Manuseti (1232–1260)
- Orlando (1261–1303)
- Pietro (1316–1322)
- Amanzio (1324–1337)
- Lino (1337–1342)
- Fiorentino, O.S.D. (1342–1343)
- Agostino Tinacci (1342–1367)
- Guglielmo (1367–1371)
- Luca Bertini (1371–1377) (auch Erzbischof von Siena)
- Giacomo Tolomei (1377–1383) (auch Bischof von Chiusi)
- Francesco Bellanti (1387–1407) (vorher Bischof von Verulis, danach Bischof von Grosseto)
- Giacomo, O.S.D. (1407–1408)
- Angelo (1408–1412)
- Donadio (1414–1418)
- Giacomo Boniriposi (1418–1455) (vorher Bischof von Jesi)
- Lelio (1455–1464)
- Costantino Eroli (1464–1472) (danach Bischof von Todi)
- Carlo Boccardini (1472–1498)
- Pietro Guzman (1498–1515)
- Francesco Soderini (1515–1517)
- Ugolino Martelli (1517–1523) (auch Bischof von Lecce)
- Carlo II. (1523–1524)
  - Paolo Cesi (1524) (Apostolischer Administrator, Kardinal)
- Bartolomeo Cesi (1524–1537)
  - Guido Ascanio Sforza di Santa Fiora (1537–1538) (Apostolischer Administrator)
- Giovanni Rinaldi Montorio (1538–1546)
- Pietro Donato Cesi (1546–1566) † 1586, Kardinal
- Romolo Cesi (1566–1578)
- Erolo Eroli (1578–1600)
- Giovanni Battista Toschi (1601–1632)
- Lorenzo Azzolini (1632–1632)
- Giovanni Paolo Buccerelli (1634–1656)
- Raimondo Castelli (1656–1670)
- Ottavio Avio (1670–1682)
- Giuseppe Felice Barlacci (1682–1690)
- Francesco Picarelli (1690–1708)
- Francesco Saverio Guicciardi (1709–1718) (auch Bischof von Cesana)
- Gioachino Maria de'Oldo (1718–1725) (auch Bischof von Castoriam)
- Nicola Terzago (1725–1760), von 1718 bis 1725 Titularbischof von Sebaste
- Prospero Celestino Meloni (1760–1796)
- Antonio David (1796–1818)
- Antonio Maria Borghi (1818–1834)
- Gioachino Tamburini (1834–1842) (auch Bischof von Cervia)
- Giuseppe Maria Galligari (1842–1858)
- Giacinto Luzi (1858–1873)
- Vitale Galli (1873–1890)
- Cesare Boccanera (1890–1905) † 1915
- Francesco Moretti (1905–1907) (Bischof von Terni und Narni 1907–1921)
  - Francesco Maria Berti OFM Conv. (19. Mai bis 18. Dezember 1921) (Apostolischer Administrator)

1907 Vereinigung des Bistums mit Terni
1983 Vereinigung des Bistums mit Amelia
Fortsetzung unter Liste der Bischöfe von Terni